# Красиві коштовності
«Красиві коштовності» (швед. Sköna juveler) — шведський детективний науков-фантастичний художній фільм 1984 року від режисера Ганса Івеберга.

## Сюжет
Приватному детективу Вероніці доручено знайти викрадений браслет. Браслет має прихований таємний відсік, через що багато-хто бажає ним заволодіти.

## Про фільм
Знятий у Стокгольмі, його прем'єра відбулася 21 вересня 1984 року. Рекомендований до показу дітям з 11 років, демонструвався на каналах SVT і TV4.

## У ролях
- Лена Ньюман — Лі
- Кім Андерзон — Вероніка
- Брассе Брандстрем — Оскар
- Йоганс Брюст — Гаррі Янссон
- Девід Вілсон — Бен Гадсон
- Ернст Гюнтер — Густав, ювелір
- Ер'єн Рамбер — Ян Асп
- Кент Андерссон — Мартін Ліндман, комісар
- Янне Карлссон — Ларссон, власник бару
- Карл-Густав Ліндстедт  — Борис
- Маргарета Крок — карга
- Лейф Магнусон — Нік Гренрос, слюсар
- Леннарт Р. Свенссон — чоловік з собакою
- Ларс Ганссон — Ланген
- Ян Аррендаль — Кортен
- Пер Еггерс — Йоган
- Біргіт Еггерс — мати Йогана
- Госта Енгестрем — хлопець у ванній кімнаті
- Марвін Ікснер — працівник радянського посольства
- Гаральд Гамрелл — працівник радянського посольства
- Бур'є Ніберг — охоронець Яна Аспа
- Томас Норстрем — людина, яка пограбувала бар
- Міхаель Сегерстрем — міністр
- Петер Шильдт
- Базія Фрідман
- Міхаель Каллаанваара